# Hymenoloma funiculipes
Hymenoloma funiculipes là một loài Rêu trong họ Dicranaceae. Loài này được (Cardot & Broth.) Ochyra mô tả khoa học đầu tiên năm 2003.